# Nicolas Kozakis
 (novembre 2017).
Si vous disposez d'ouvrages ou d'articles de référence ou si vous connaissez des sites web de qualité traitant du thème abordé ici, merci de compléter l'article en donnant les références utiles à sa vérifiabilité et en les liant à la section « Notes et références ».

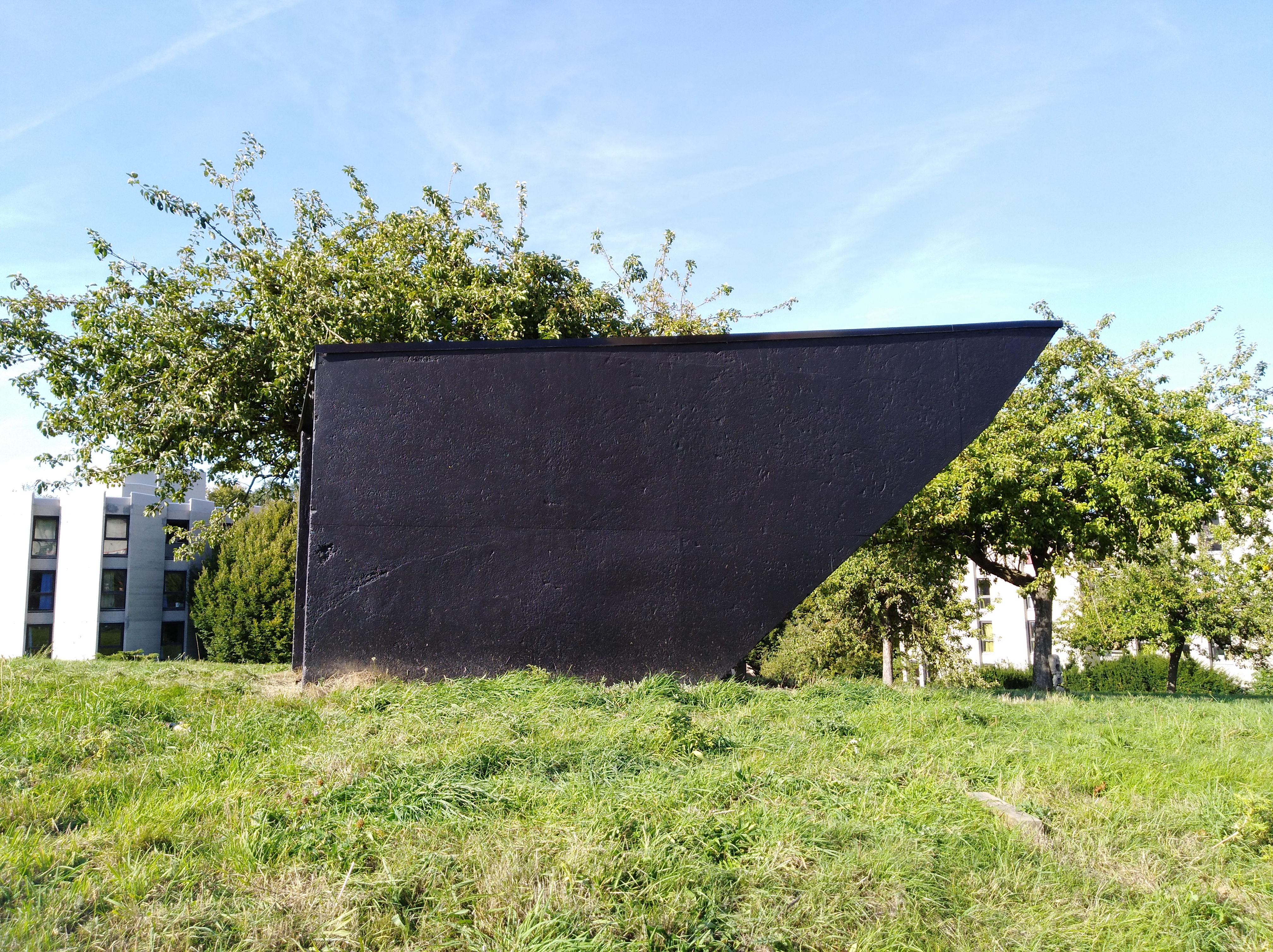
Panoramic Refuge. au Musée d'art contemporain en plein air du Sart Tilman, Université de Liège, Belgique

Nicolas Kozakis, né à Liège en 1967, est un peintre et sculpteur belge.

## Œuvres publiques
- 2001 : Technique Tectonique, Espace Wallonie à Bruxelles (Belgique), intégration artistique avec Eugène Savitzkaya
- 2011 : 
  - Panoramic Refuge, intégration artistique au Musée d'art contemporain en plein air du Sart Tilman, Université de Liège (Belgique)
  - intégration artistique place Mansart à La Louvière (Belgique), avec Aniceto Exposito Lopez, Babis Kandialptis et Eugène Savitzkaya
- 2012 : Starry, intégration artistique au centre funéraire de Welkenraedt (Belgique)
- 2017 : Star Galaxy, Quai 10, Charleroi (Belgique)

## Récompenses et distinctions
- Distinction au Prix de la Jeune Peinture belge en 1992
- Bourse de soutien à la création artistique de la Communauté française de Belgique en 1992
- Lauréat en vue d’une intervention artistique place Mansart à La Louvière, 2008
- Lauréat du prix Emma du Cayla-Martin, Académie Royale des Sciences, des Lettres et des Beaux-Arts de Belgique, Bruxelles, 2005
- Prix de la Fondation Marie-Louise Jacques 2014

## Expositions
(janvier 2024).
- Si vous ne connaissez pas le sujet, laissez ce bandeau (vous pouvez alors contacter les auteurs).
- Si vous supprimez le contenu mis en cause (vous pouvez préalablement contacter les auteurs),

argumentez précisément cette suppression dans la page de discussion
(un manque de référence n'est pas un argument ; une recherche réelle de référence doit avoir été effectuée, être formellement documentée).

### Individuelles
- 2017 : Ferrari Rosso Berlinetta Perl 266154 Kusseneers gallery Bruxelles
- 2017 : Désire tout, n’attends rien – Centre culturel de Marchin – avec Raoul Vaneigem - Marchin
- 2015 : Rolls Royce infinity Black met- Bruxelles
- 2014 : White refuge-Travel trunk-Capture still, Parc Régional/Gewestelijk Park Tournay-Solvay – Bruxelles
- 2011 : Panoramic Refuge – Musée en Pein Air du Sart-Timan - C.H.U - Liège
- 2010 : Aux Arts, Etc., Hôtel de Ville - Eupen
- 2004 : Els Hanappe Underground - avec Koen Wastijn – Athènes
- 2000 : Centre D’art Chapelle De Boendael - Bruxelles
- 1999 : Gille-Stiernet Gallerry- Bruxelles
- 1994 : Les Brasseurs Contemporary Art - Liège
- 1991- 1992 : Dannenberg Gallery - New York

### collectives
2017
- Art Public Charleroi 2017 – Quai 10 – Charleroi
- La Leçon d'Anatomie, 500 ans d'histoire de la médecine – La Boverie  - Liège
- Summer of Love, Schwarz Foundation - Curated by Katerina Gregos - Samos
- Wiels - Raoul Vaneigem et Nicolas Kozakis : Film screening – événement lié à l’exposition Le Musée Absent - Bruxelles

2016
- Biennale - Arts & Métaux – CWAC - Centre wallon d'Art contemporain - La Châtaigneraie -Flémalle
- Arts & Métaux – Trilogie contemporaine 2016 – Parc et jardins du Château de Jehay - Amay
- The proof of the pudding is in the eating #2 - Kusseneers gallery Bruxelles
- Art Brussels - Kusseneers gallery - Bruxelles
- MUSEUM = K (x+y)/D, Jan Hoet gewidmet - IKOB - Museum für Zeitgenössische Kunst

2015
- Curated by_Vienna 2015 : Tomorrow Today - It' money Jim, but not as we Know it - Curated by Katerina Gregos - MAM Mario Mauroner contemporary Art - Vienne
- Jardiniers Terrestres Jardiniers Célestes – VII Biennale Internationale d'Art Contemporain de Melle - Melle
- L’envers du décor – CACLB – Luxembourg – Montauban-Buzenol
- Les mains libres - Espace 251 Nord - Liège

2014
- Un moment d'éternité dans le passage du temps - La Terrasse espace d'art de Nanterre - Nanterre
- Unstuck In Time - Te Tuhi - Pakuranga , Auckland , New Zealand Aotearoa
- An exhibition on withdrawing, escaping and dropping out, Bureau Publik, Copenhague
- No country for young men - Bozar – Palais Des Beaux-Arts – Bruxelles
- Re: Visited - Riga Art Space - Centre For Contemporary Art Latvian - Riga

2013
- Tower of power in paradise street – Galerie Flux - Liège
- Art Projections - Thessaloniki Film Museum - Cinematheque - 4th Biennale of Contemporary Art Thessaloniki
- More Light - 5th Biennale Of Contemporary Art Moscow - Moscou
- Salon Der Angst - Kunsthalle Wien Museumsquartier/Karlsplatz
- Transformatie/Transformation - De Markten  Cultural Centre - Bruxelles
- Former West: Notes from Berlin – Bak, Basis Voor Actuele Kunst, Utrecht
- 6èmes Promenades Photographiques en Condroz – Marchin-Evelette
- Être humain et le savoir ensemble - International Biennale of Contemporary Art - Melle
- 4th Former West Research Congress: Documents, Constellations, Prospects  - Haus Der Kulturen Der Welt - Berlin

2012
- L’homme Qui, 2012-2014 - with Raoul Vaneigem - Collectif Mensuel/Cie Pi 3,14, Mamac, Liege - Kulturfabrik, Esch-Sur-Alzette
- Culture Commune, Nord-Pas De Calais, Loos-En-Gohelle - Theater Antigone, Kortrijk - Assemblea Teatro, Turin
- Manifesta9 - avec Raoul Vaneigem – European Biennale Of Contemporary Art - Genk, Limburg
- Montagne  - Cultural Centre Marchin

2011
- Loods12 – Wetteren

2010
- Aux Arts, Etc. -  Hôtel De Ville Eupen
- Hommage aan de monochromie - Cultuurcentrum Hasselt
- Bip 2010, 7th edition, the International Biennale of Photography and Visual Arts of Liège

2009
- L’union fait la forme - Bozar – Palais Des Beaux-Arts – Bruxelles
- Musée Ianchelevici (La Louvière) – No Style No Glory - La Louvière

2008
- L’Union fait la forme - Acte III – Office National d’Art Contemporain – Bruxelles
- Urban Jealousy The 1st International Roaming Biennial Of Teheran – Berlin – Istanbul - Belgrade
- Homo Ludens Ludens Laboral Centro De Arte Y Creacion Idustrial - Folded-In – Personalcinema – Gijon
- Archives Actives - Des Arts – Espace 251 Nord – Bruxelles

2007
- Nouba – Lecture Performance – Halles De Schaerbeek – Vidéo Projection - Staging: Marie André – Texte : Eugène Savitzkaya - Bruxelles - (Livre + Cd)

2006
- There is no place like home - Onufri 2006 – National Gallery of Arts - Tirana
- Images Publiques - Espace 251 Nord - Liège

2005
- 175-25 – Affinités - Abbaye De Stavelot
- Intime Conviction – Les Brasseurs – Centre Wallonie Bruxelles, Paris)

2004
- Atelier 340 Muzeum - Approvisionnement de Printemps - Bruxelles
- Netherlands Media Art Institute, Montevideo/Time Based Arts - Channel Zero – Amsterdam
- Arco/Medialab, Conde Duque, Caja Suiza – Personalcinema : The Making Of Balkan Wars : The Game www.balkanwars.org- Madrid

2003
- Abstractions - Le Botanique - Bruxelles

2002
- Bonjour - Place St Lambert - Liège
- Centre Dansaert, Atelier De Création Sonore et Radiophonique - Nuit du son de la nuit - Performance - Profération à deux voix avec Francis Schmetz - Brussels

2001
- Passage De Retz - Les Temoins Oculistes - Instants Fragiles - Paris

2000
- Rialto - Sant’ambrogio - Rome
- World Wild Flags - Aachen, Liège, Knoke, Luxembourg, New-York
- Museum of Modern Art and Contemporary Art 1 X 9 - Liège
- Hansabank - Talinn, Estonie - Mars

1999
- Quand Soufflent Les Vents Du Sud, Espace - BBL - Liège

1997
- Atelierhaus Aachen E.V. - Aachen - Mars
- Ludwig-Forum Fur Internationale Kunst - Aachen

1996
- Cartier D’hiver - Espace 251 Nord - Liège
- Ludwig-Forum Fur Internationale Kunst - Aachen - Post-Action, M/I
- Élément Feu -  Espace 251 Nord - Liège
- Ica Proton M/I - Amsterdam
- Punto Gallery- Valencia
- Etablissement d’en Face - +- 103 Jours Vidéo projection - Bruxelles
- Triennal-Sofia ’96 - International Exhibition Of Painting - Sofia

1995
- Arsenal Gallery - Poznań
- Site Du Grand Hornu - Mons
- Vega Gallery - Hotel Boscholtz - Liège
- Museum of Fine Arts  - Mons

1994
- Museum of Modern Art and Contemporary Art - Liège
- Prospectus - 1x9 - Bruxelles s
- Gille-Stiernet Gallery - Bruxelles
- Association Art Promotion - Liège
- Espace 251 Nord - Liège
- Élément Eau - Les Brasseurs Contemporary Art - Liège

1993
- Gille-Stiernet Gallery- Bruxelles
- Cap Ateliers (Contemporary Art Promotion) Liège
- Dannenberg Gallery - New-York

1992
- Espace 251 Nord - Liège
- Prix de la jeune peinture belge - Palais Des Beaux-Arts - Bruxelles

1991
- Abbaye de Forest - Flux  Gallery- Bruxelles
- Dannenberg Gallery - New-York

1990
- L’A Gallery - Liège

## Filmographie
(janvier 2024).
- Si vous ne connaissez pas le sujet, laissez ce bandeau (vous pouvez alors contacter les auteurs).
- Si vous supprimez le contenu mis en cause (vous pouvez préalablement contacter les auteurs),

argumentez précisément cette suppression dans la page de discussion
(un manque de référence n'est pas un argument ; une recherche réelle de référence doit avoir été effectuée, être formellement documentée).
- 2000 : Ça me ferait plaisir
- 2012 : Un moment d'éternité dans le passage du temps
- 2013 : Notre existence est un labyrinthe
- 2013 : Tout un monde
- 2014 : Qu'en est-il de notre vie ?
- 2015 : Un grain de poésie dans un désert de sable
- 2016 : Femme
- 2017 : Lettre à mes enfants et aux enfants du monde à venir